# Oğuz Kağan Güçtekin
Oğuz Kağan Güçtekin (* 6. April 1999 in İçel) ist ein türkischer Fußballspieler, der seit Beginn seiner Profikarriere beim türkischen Erstligisten Fenerbahçe Istanbul unter Vertrag steht.

## Karriere

### Verein
Güçtekin begann mit dem Vereinsfußball 2010 in der Nachwuchsabteilung von Fenerbahçe Istanbul. Hier erhielt er zur Saison 2017/18 einen Profivertrag und wurde vom Cheftrainer Aykut Kocaman in den Profikader aufgenommen. Sein Profidebüt gab er in der Erstligabegegnung vom 19. November 2017 gegen Sivasspor. Bis zum Saisonende absolvierte er sieben weitere Erstliga- und fünf Pokalspiele. Zur neuen Saison fand er beim neuen Cheftrainer Phillip Cocu keine Berücksichtigung und spielte neben seiner Profikaderzugehörigkeit auch für die Reservemannschaft seines Vereins. Auch der Trainerwechsel in der Saison 2018/19 führte nur zur vereinzelten Berücksichtigung Güçtekins für die Profimannschaft.
Für die Spielzeit 2019/20 wurde er an den Ligarivalen Çaykur Rizespor ausgeliehen. Güçtekin war ein Bestandteil des Transfers von Vedat Muriqi der im Gegenzug zu Fenerbahçe Istanbul transferiert wurde. In der Folgesaison 2020/21 wurde er im September 2020 für eine Spielzeit erneut verliehen, aber diesmal zum Ligakonkurrenten Konyaspor.

### Nationalmannschaft
Güçtekin startete seine Nationalmannschaftskarriere 2014 mit sechs Einsätzen für die türkische U-15-Nationalmannschaft und spielte später bis zur U-19 in allen Juniorennationalmannschaften der Türkei. Im Juli 2018 nahm er mit den türkischen U19-Junioren an der U19-Europameisterschaft 2018 in Finnland teil.

## Erfolge
- Fenerbahçe Istanbul
  - U21-Mannschaft
    - Türkischer U21-Meister: 2016/17[3][7]